# Телейос
«Телейос» (англ. Teleios) — американский фантастический фильм 2017 года.

## Сюжет
2047 год. Команда из генетически модифицированных людей отправляется к Титану, чтобы доставить оттуда груз на землю. Груз находится на борту не выходящего на связь космического корабля «Атрометос». Команда «Телейоса» узнает, что на другом корабле команда исчезла за исключением андроида Лулу со стертой памятью и впавшего в ступор инженера Тревиса О’Нейла. Груз также исчез. В процессе расследования выясняется, что груз представляет собой опасность для Земли, а команда предыдущего корабля погибла в ходе внутреннего конфликта.

## В ролях
- Санни Мабри
- Майкл Нури